# Wijken en buurten in Leeuwarden

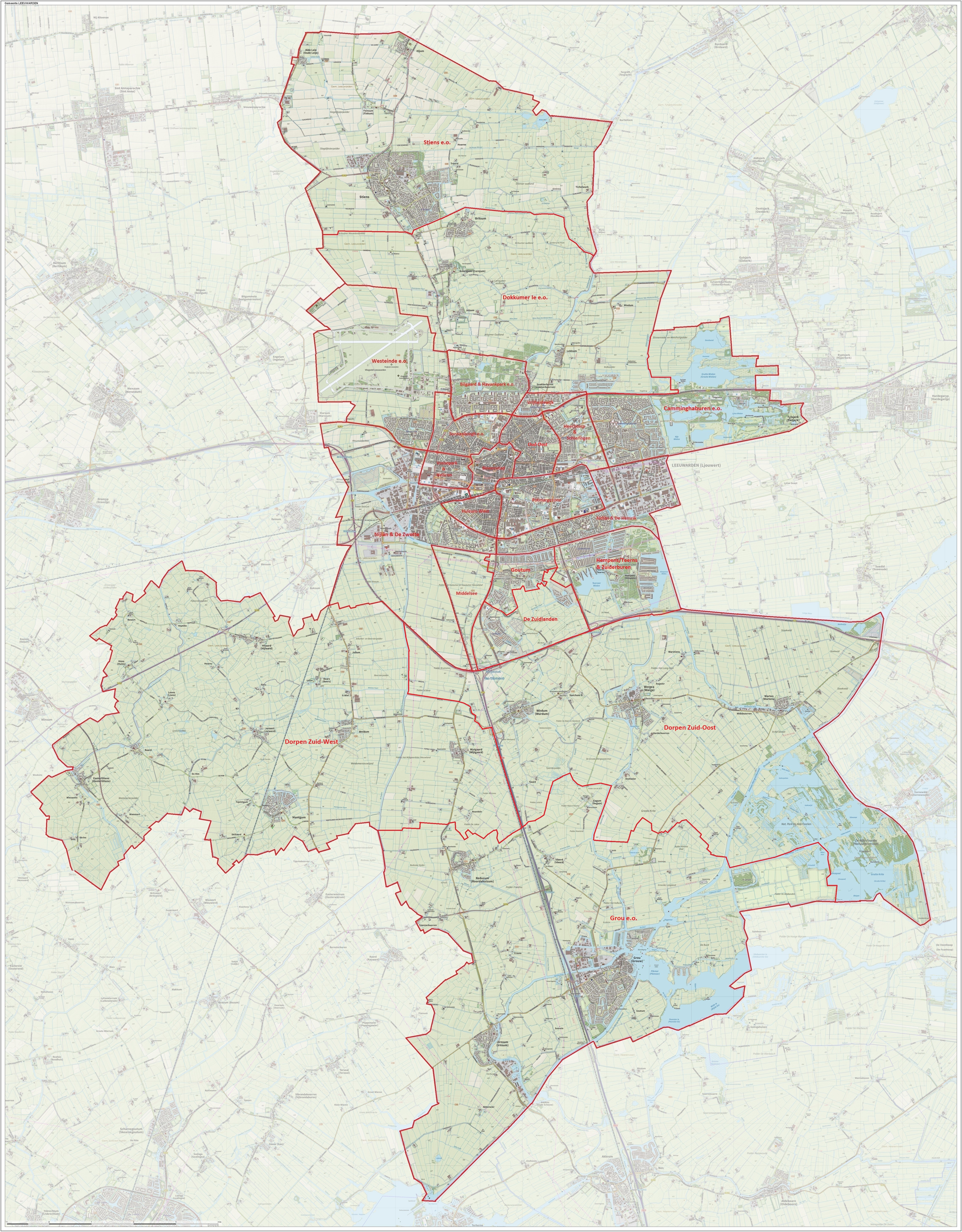
Wijkindeling gemeente Leeuwarden sinds 2018

De Nederlandse gemeente Leeuwarden is voor statistische doeleinden onderverdeeld in wijken en buurten. De gemeente is verdeeld in statistische wijken. In 2018 is de wijkindeling gewijzigd.

## Wijkindeling
De gemeente Leeuwarden bestaat sinds 2018 uit 22 wijken.
| CBS-wijkcode | Wijknaam                     |
| ------------ | ---------------------------- |
| 008010       | Binnenstad                   |
| 008011       | Potmargezone                 |
| 008020       | Oud-Oost                     |
| 008030       | Sonnenborgh e.o.             |
| 008031       | Westeinde e.o.               |
| 008032       | Vossepark & Helicon          |
| 008040       | Huizum-West                  |
| 008041       | Nijlân & De Zwette           |
| 008050       | Heechterp & Schieringen      |
| 008051       | Camminghaburen e.o.          |
| 008060       | Bilgaard & Havankpark e.o.   |
| 008061       | Vrijheidswijk                |
| 008062       | Dokkumer Ie e.o.             |
| 008063       | Stiens e.o.                  |
| 008070       | Aldlân & De Hemrik           |
| 008071       | Goutum                       |
| 008072       | Hempens/Teerns & Zuiderburen |
| 008073       | De Zuidlanden                |
| 008074       | Middelsee                    |
| 008080       | Dorpen Zuid-Oost             |
| 008081       | Dorpen Zuid-West             |
| 008082       | Grou e.o.                    |

## Buurten
De gemeente Leeuwarden bestaat sinds 2018 uit 124 buurten.
| CBS-buurtcode | Buurtnaam                     |
| ------------- | ----------------------------- |
| 00801001      | De Waag                       |
| 00801002      | Nieuwestad                    |
| 00801003      | Oldehove                      |
| 00801004      | Grote Kerkbuurt               |
| 00801005      | Hoek                          |
| 00801006      | Blokhuisplein                 |
| 00801007      | Zaailand                      |
| 00801008      | Stationskwartier              |
| 00801101      | Tulpenburg                    |
| 00801102      | Oranjewijk                    |
| 00801103      | Achter de Hoven               |
| 00801104      | Schepenbuurt                  |
| 00801105      | Wielenpôlle                   |
| 00801106      | Huizum-Dorp                   |
| 00801107      | Huizum-Sixma                  |
| 00801108      | Huizum-Bornia                 |
| 00801109      | Huizum-Badweg                 |
| 00802001      | Oldegalileën                  |
| 00802002      | Bloemenbuurt                  |
| 00802003      | Cambuursterpad                |
| 00802004      | Zamenhofpark                  |
| 00802005      | Cambuur                       |
| 00802006      | Zeeheldenbuurt                |
| 00802007      | Indische buurt                |
| 00802008      | Molenpad                      |
| 00802009      | Welgelegen                    |
| 00803001      | Transvaalwijk                 |
| 00803002      | Bonifatius                    |
| 00803003      | Rengerspark                   |
| 00803004      | Vogelwijk                     |
| 00803005      | Sonnenborgh                   |
| 00803006      | Valeriuskwartier              |
| 00803007      | Magere Weide                  |
| 00803101      | Westeinde                     |
| 00803102      | Buitengebied Noordwest        |
| 00803201      | Vossepark                     |
| 00803202      | Helicon                       |
| 00803203      | Harlingervaart oord           |
| 00804001      | Hollanderwijk                 |
| 00804002      | Gerard Dou                    |
| 00804003      | Julianapark                   |
| 00804004      | Jan van Scorelbuurt           |
| 00804101      | Nijlân                        |
| 00804102      | De Zwette I Harlingervaart    |
| 00804103      | De Zwette II Zwettehaven      |
| 00804104      | De Zwette III Schenkenschans  |
| 00804105      | De Zwette IV Businesspark     |
| 00804106      | De Zwette V Newton            |
| 00804107      | De Zwette VI Deinumerpolder   |
| 00804108      | EnergieCampus Sylsterrak      |
| 00804109      | Buitengebied De Zwette        |
| 00804110      | Buitengebied West             |
| 00805001      | Heechterp                     |
| 00805002      | Schieringen                   |
| 00805003      | De Centrale                   |
| 00805101      | Camminghaburen-Noord          |
| 00805102      | Camminghaburen-Midden         |
| 00805103      | Camminghaburen-Zuid           |
| 00805104      | Grote Wielen                  |
| 00805105      | De Groene Ster                |
| 00806001      | Bilgaard                      |
| 00806002      | Havankpark                    |
| 00806003      | Vierhuisterweg e.o.           |
| 00806101      | Vrijheidswijk-West            |
| 00806102      | Vrijheidswijk-Oost            |
| 00806201      | Lekkum                        |
| 00806202      | Snakkerburen                  |
| 00806203      | Buitengebied Lekkum en Miedum |
| 00806204      | Blitsaerd                     |
| 00806205      | Jelsum                        |
| 00806206      | Buitengebied Jelsum           |
| 00806207      | Koarnjum                      |
| 00806208      | Buitengebied Koarnjum         |
| 00806209      | Britsum                       |
| 00806210      | Buitengebied Britsum          |
| 00806301      | Stiens                        |
| 00806302      | Buitengebied Stiens           |
| 00806303      | Feinsum                       |
| 00806304      | Buitengebied Feinsum          |
| 00806305      | Hijum                         |
| 00806306      | Buitengebied Hijum            |
| 00806307      | Alde Leie                     |
| 00807001      | Aldlân-Oost                   |
| 00807002      | Aldlân-West                   |
| 00807003      | Rapenburg                     |
| 00807004      | Hemrik                        |
| 00807101      | Goutum                        |
| 00807201      | Hempens/Teerns                |
| 00807202      | Buitengebied Hempens          |
| 00807203      | Zuiderburen                   |
| 00807301      | Techum                        |
| 00807302      | Wiarda                        |
| 00807303      | De Werp                       |
| 00807304      | De Zuidlanden                 |
| 00807305      | De Klamp                      |
| 00807401      | Havenstêd                     |
| 00807402      | Barrahûs                      |
| 00807403      | Wetterstêd                    |
| 00807404      | De Fellingen                  |
| 00807405      | Boksumerhoeke                 |
| 00808001      | Wirdum                        |
| 00808002      | Swichum                       |
| 00808003      | Buitengebied Wirdum           |
| 00808004      | Wergea                        |
| 00808005      | Buitengebied Wergea           |
| 00808006      | Warstiens                     |
| 00808007      | Warten                        |
| 00808008      | Buitengebied Warten           |
| 00808101      | Wytgaard                      |
| 00808102      | Buitengebied Wytgaard         |
| 00808103      | Mantgum                       |
| 00808104      | Buitengebied Mantgum          |
| 00808105      | Weidum                        |
| 00808106      | Buitengebied Weidum           |
| 00808107      | Jellum                        |
| 00808108      | Bears                         |
| 00808109      | Jorwert                       |
| 00808110      | Buitengebied Jorwert          |
| 00808111      | Hilaard                       |
| 00808112      | Buitengebied Hilaard          |
| 00808113      | Húns                          |
| 00808114      | Leons                         |
| 00808115      | Baard                         |
| 00808116      | Easterlittens                 |
| 00808117      | Buitengebied Easterlittens    |
| 00808201      | Reduzum                       |
| 00808202      | Buitengebied Reduzum          |
| 00808203      | Eagum                         |
| 00808204      | Idaerd                        |
| 00808205      | Friens                        |
| 00808206      | Grou                          |
| 00808207      | Buitengebied Grou             |
| 00808208      | Jirnsum                       |
| 00808209      | Buitengebied Jirsum           |

## Wijkindeling voor 2018
De wijkindeling van Leeuwarden bestond tot 2018 uit 24 wijken, onderverdeeld in 58 buurten.
- Wijk 10 Binnenstad (CBS-wijkcode:008010)
- Wijk 20 Transvaalwijk & Rengerspark (CBS-wijkcode:008020)
- Wijk 21 Bilgaard & Havankpark en omgeving (CBS-wijkcode:008021)
- Wijk 22 Vrijheidswijk (CBS-wijkcode:008022)
- Wijk 23 Lekkum en omgeving (CBS-wijkcode:008023)
- Wijk 30 Oldegalileën & Bloemenbuurt (CBS-wijkcode:008030)
- Wijk 31 Tjerk Hiddes & Cambuursterhoek (CBS-wijkcode:008031)
- Wijk 32 't Vliet (CBS-wijkcode:008032)
- Wijk 33 Oranjewijk & Tulpenburg (CBS-wijkcode:008033)
- Wijk 34 Heechterp (CBS-wijkcode:008034)
- Wijk 35 Schieringen & De Centrale (CBS-wijkcode:008035)
- Wijk 36 Camminghaburen & Kronenbergerpark (CBS-wijkcode:008036)
- Wijk 37 Grote Wielen & Kleine Wielen (CBS-wijkcode:008037)
- Wijk 38 Bedrijventerrein-Oost (CBS-wijkcode:008038)
- Wijk 40 Achter de Hoven (CBS-wijkcode:008040)
- Wijk 41 Schepenbuurt (CBS-wijkcode:008041)
- Wijk 42 Wielenpôlle (CBS-wijkcode:008042)
- Wijk 43 Huizum-Oost (CBS-wijkcode:008043)
- Wijk 44 Huizum-West (CBS-wijkcode:008044)
- Wijk 45 Aldlân (CBS-wijkcode:008045)
- Wijk 46 Nijlân (CBS-wijkcode:008046)
- Wijk 50 Hempens, Teerns en omgeving (CBS-wijkcode:008050)
- Wijk 51 Wirdum & Swichum (CBS-wijkcode:008051)
- Wijk 52 Wytgaard en omgeving (CBS-wijkcode:008052)
- Wijk 53 Goutum (CBS-wijkcode:008053)
- Wijk 54 De Zuidlanden (CBS-wijkcode:008054)
- Wijk 60 Bedrijventerrein West (CBS-wijkcode:008060)
- Wijk 61 Vossepark & Helicon (CBS-wijkcode:008061)
- Wijk 62 Vogelwijk & Muziekwijk (CBS-wijkcode:008062)
- Wijk 63 Valeriuskwartier & Magere Weide (CBS-wijkcode:008063)
- Wijk 64 Westeinde (CBS-wijkcode:008064)
- Wijk 65 Buitengebied Noordwest (CBS-wijkcode:008065)

Een statistische wijk kan bestaan uit meerdere buurten. Onderstaande tabel geeft de buurtindeling met kentallen volgens het Centraal Bureau voor de Statistiek (2008):
| CBS-buurtcode | Buurtnaam                     | Inwonertal | Opp. totaal (ha) | Opp. land (ha) | Ligging                |
| ------------- | ----------------------------- | ---------- | ---------------- | -------------- | ---------------------- |
| BU00801001    | De Waag                       | 700        | 10               | 10             | Locatie in de gemeente |
| BU00801002    | Nieuwestad                    | 240        | 8                | 7              | Locatie in de gemeente |
| BU00801003    | Oldehove                      | 510        | 18               | 16             | Locatie in de gemeente |
| BU00801004    | Grote Kerkbuurt               | 1150       | 14               | 14             | Locatie in de gemeente |
| BU00801005    | Hoek                          | 950        | 10               | 9              | Locatie in de gemeente |
| BU00801006    | Blokhuisplein                 | 430        | 8                | 7              | Locatie in de gemeente |
| BU00801007    | Zaailand                      | 350        | 10               | 9              | Locatie in de gemeente |
| BU00801008    | Stationskwartier              | 110        | 18               | 16             | Locatie in de gemeente |
| BU00802001    | Transvaalwijk                 | 1020       | 15               | 13             | Locatie in de gemeente |
| BU00802002    | Bonifatius                    | 800        | 21               | 21             | Locatie in de gemeente |
| BU00802003    | Rengerspark                   | 660        | 46               | 45             | Locatie in de gemeente |
| BU00802101    | Bilgaard                      | 5930       | 93               | 91             | Locatie in de gemeente |
| BU00802102    | Havankpark                    | 450        | 12               | 12             | Locatie in de gemeente |
| BU00802103    | Vierhuisterweg en omgeving    | 240        | 143              | 136            | Locatie in de gemeente |
| BU00802201    | Vrijheidswijk-West            | 1800       | 29               | 27             | Locatie in de gemeente |
| BU00802202    | Vrijheidswijk-Oost            | 1230       | 35               | 32             | Locatie in de gemeente |
| BU00802301    | Lekkum                        | 410        | 32               | 31             | Locatie in de gemeente |
| BU00802302    | Snakkerburen                  | 240        | 32               | 30             | Locatie in de gemeente |
| BU00802303    | Buitengebied Lekkum en Miedum | 120        | 622              | 608            | Locatie in de gemeente |
| BU00803001    | Oldegalileën                  | 1840       | 21               | 20             | Locatie in de gemeente |
| BU00803002    | Bloemenbuurt                  | 1470       | 16               | 16             | Locatie in de gemeente |
| BU00803101    | Cambuursterpad                | 2150       | 19               | 19             | Locatie in de gemeente |
| BU00803102    | Zamenhofpark                  | 1700       | 23               | 23             | Locatie in de gemeente |
| BU00803103    | Cambuur                       | 550        | 18               | 18             | Locatie in de gemeente |
| BU00803201    | Zeeheldenbuurt                | 620        | 10               | 9              | Locatie in de gemeente |
| BU00803202    | Indische buurt                | 1140       | 13               | 13             | Locatie in de gemeente |
| BU00803203    | Molenpad                      | 1290       | 16               | 15             | Locatie in de gemeente |
| BU00803204    | Welgelegen                    | 1580       | 15               | 14             | Locatie in de gemeente |
| BU00803301    | Tulpenburg                    | 450        | 9                | 8              | Locatie in de gemeente |
| BU00803302    | Oranjewijk                    | 1130       | 16               | 14             | Locatie in de gemeente |
| BU00803401    | Heechterp                     | 1870       | 60               | 59             | Locatie in de gemeente |
| BU00803501    | Schieringen                   | 2000       | 89               | 86             | Locatie in de gemeente |
| BU00803502    | De Centrale                   | 30         | 14               | 11             | Locatie in de gemeente |
| BU00803601    | Camminghaburen-Noord          | 4300       | 85               | 79             | Locatie in de gemeente |
| BU00803602    | Camminghaburen-Midden         | 3930       | 68               | 64             | Locatie in de gemeente |
| BU00803603    | Camminghaburen-Zuid           | 2940       | 94               | 84             | Locatie in de gemeente |
| BU00803701    | Grote Wielen                  | 0          | 338              | 233            | Locatie in de gemeente |
| BU00803702    | Kleine Wielen                 | 110        | 392              | 279            | Locatie in de gemeente |
| BU00803801    | Hemrik                        | 80         | 238              | 220            | Locatie in de gemeente |
| BU00804001    | Achter de Hoven               | 2340       | 42               | 41             | Locatie in de gemeente |
| BU00804101    | Schepenbuurt                  | 960        | 70               | 60             | Locatie in de gemeente |
| BU00804201    | Wielenpôlle                   | 540        | 59               | 56             | Locatie in de gemeente |
| BU00804301    | Huizum-Dorp                   | 910        | 32               | 29             | Locatie in de gemeente |
| BU00804302    | Huizum-Sixma                  | 70         | 11               | 10             | Locatie in de gemeente |
| BU00804303    | Huizum-Bornia                 | 1380       | 25               | 25             | Locatie in de gemeente |
| BU00804304    | Huizum-Badweg                 | 70         | 36               | 36             | Locatie in de gemeente |
| BU00804401    | Hollanderwijk                 | 1940       | 28               | 28             | Locatie in de gemeente |
| BU00804402    | Gerard Dou                    | 1410       | 13               | 13             | Locatie in de gemeente |
| BU00804403    | Julianapark                   | 1850       | 29               | 29             | Locatie in de gemeente |
| BU00804404    | Jan van Scorelbuurt           | 1680       | 29               | 29             | Locatie in de gemeente |
| BU00804501    | Aldlân-Oost                   | 4030       | 71               | 67             | Locatie in de gemeente |
| BU00804502    | Aldlân-West                   | 2120       | 34               | 32             | Locatie in de gemeente |
| BU00804503    | Rapenburg                     | 690        | 27               | 25             | Locatie in de gemeente |
| BU00804601    | Nijlân                        | 3690       | 106              | 102            | Locatie in de gemeente |
| BU00805001    | Hempens en Teerns             | 160        | 17               | 15             | Locatie in de gemeente |
| BU00805002    | Buitengebied Hempens          | 40         | 78               | 75             | Locatie in de gemeente |
| BU00805003    | Zuiderburen                   | 5280       | 399              | 322            | Locatie in de gemeente |
| BU00805101    | Wirdum                        | 1050       | 62               | 60             | Locatie in de gemeente |
| BU00805102    | Swichum                       | 50         | 174              | 172            | Locatie in de gemeente |
| BU00805103    | Buitengebied Wirdum           | 150        | 873              | 865            | Locatie in de gemeente |
| BU00805201    | Wytgaard                      | 440        | 19               | 19             | Locatie in de gemeente |
| BU00805202    | Buitengebied Wytgaard         | 160        | 718              | 717            | Locatie in de gemeente |
| BU00805301    | Goutum                        | 2550       | 156              | 146            | Locatie in de gemeente |
| BU00805401    | Techum                        | 20         | 144              | 142            | Locatie in de gemeente |
| BU00805402    | De Zuidlanden                 | 60         | 476              | 470            | Locatie in de gemeente |
| BU00806001    | Harlingervaart                | 30         | 39               | 36             | Locatie in de gemeente |
| BU00806002    | Zwette-Schenkenschans         | 20         | 128              | 115            | Locatie in de gemeente |
| BU00806003    | Businesspark Leeuwarden       | 30         | 285              | 277            | Locatie in de gemeente |
| BU00806004    | Newton                        | 0          | 210              | 203            | Locatie in de gemeente |
| BU00806005    | Toekomstig bedrijventerrein   | 10         | 239              | 234            | Locatie in de gemeente |
| BU00806101    | Vossepark                     | 3400       | 52               | 51             | Locatie in de gemeente |
| BU00806102    | Helicon                       | 510        | 26               | 25             | Locatie in de gemeente |
| BU00806201    | Vogelwijk                     | 1470       | 18               | 18             | Locatie in de gemeente |
| BU00806202    | Sonnenborgh                   | 1760       | 19               | 19             | Locatie in de gemeente |
| BU00806301    | Valeriuskwartier              | 1330       | 22               | 22             | Locatie in de gemeente |
| BU00806302    | Magere Weide                  | 90         | 27               | 27             | Locatie in de gemeente |
| BU00806401    | Westeinde                     | 3980       | 119              | 116            | Locatie in de gemeente |
| BU00806501    | Buitengebied Noordwest        | 40         | 770              | 770            | Locatie in de gemeente |